# La muraglia cinese
La muraglia cinese è un film del 1958 diretto da Carlo Lizzani.

## Trama
È un documentario su Hong Kong, all'epoca colonia britannica, e la Cina.

## Riconoscimenti
Per il film vennero assegnati il David di Donatello per il miglior produttore a Leonardo Bonzi e il Nastro d'argento alla migliore fotografia a Pier Ludovico Pavoni.